# آلبرت الدرمن
آلبرت الدرمن (انگلیسی: Albert Alderman؛ ۳۰ اکتبر ۱۹۰۷ – ۶ ژوئن ۱۹۹۰) یک بازیکن فوتبال، و بازیکن کریکت بود.
از باشگاه‌هایی که در آن بازی کرده‌است می‌توان به باشگاه فوتبال برنلی و باشگاه فوتبال دربی کانتی اشاره کرد.